# Sân bay quốc tế Thiên Phủ Thành Đô
Sân bay quốc tế Thiên Phủ Thành Đô (tiếng Trung: 成都天府国际机场) (IATA: TFU, ICAO: ZUTF) là một sân bay tại Thành Đô, tỉnh Tứ Xuyên, Trung Quốc và là một trong hai sân bay quốc tế phục vụ cho khu vực miền Tây Trung Quốc, cùng với sân bay quốc tế Song Lưu Thành Đô.
Sân bay nằm ở Lujia, Giản Dương, cách trung tâm Thành Đô 51 km về phía đông. Sân bay được xây dựng từ năm 2016 và mở cửa từ ngày 27 tháng 6 năm 2021.